# TSV 1860 Stralsund
Der TSV 1860 Stralsund ist ein Sportverein in der Hansestadt Stralsund.

## Geschichte
Am 17. August 1860 wurde der Männer-Turnverein Stralsund gegründet. Im Jahr 1899 ließ der Verein die Gründung einer Frauenabteilung zu. 1935 waren über 1100 Mitglieder registriert.
Nach dem Zweiten Weltkrieg musste der TSV infolge des von der sowjetischen Besatzungsmacht initiierten allgemeinen Vereinsverbots aufgelöst werden. Im Rahmen des zugelassenen Sportbetriebs auf lokaler Ebene waren die Stralsunder Sportler fortan zum Beispiel bei Motor Stralsund, Vorwärts Stralsund oder dem Stralsunder Speedwayclub aktiv.
Nach der politischen Wende von 1989 wurde am 17. August 1990 erneut ein Verein mit dem Namen TSV 1860 Stralsund gegründet. Der Verein sieht sich als in der Tradition der BSG Motor Stralsund stehend.
Im TSV werden Aerobic, Artistik, Fußball, Gesundheitssport, Gewichtheben, Gymnastik, Kinderturnen, Leichtathletik und Tischtennis angeboten (Stand: 2023).

## Fußball

### Bis 1945
Mit Ausnahme der Jahre 1924 bis 1934, als sich mit dem SV Viktoria Stralsund die Fußballer ausgliederten, unterhielt der TSV auch eine Fußballabteilung. Einziger überregionaler Erfolg war das Erreichen der Aufstiegsrunde zur Gauliga Pommern 1943/44, bei der sich Stralsund jedoch der WKG Marine-Flakschule Swinemünde und der WKG der BSG Hydrierwerke Pölitz geschlagen geben musste und somit nicht in die damals erstklassige Gauliga Pommern aufstieg.

### Fußball in Stralsund zu DDR-Zeiten
Im Jahr 1967 wechselte die Mannschaft von Vorwärts Rostock, einem Armeesportverein, nach Stralsund. In den Folgejahren spielte die Fußballmannschaft der ASG Vorwärts Stralsund in der zweitklassigen DDR-Liga. Mehrfach wurde der Staffelsieg erreicht. Zweimal schaffte die Mannschaft den Aufstieg in die erstklassige Fußball-Oberliga. In beiden Oberligaspielzeiten, der Saison 1971/72 und der Saison 1974/75, wurde der Verein Letzter und stieg wieder in die Liga ab. Die beste zivile Sportgemeinschaft der Stadt, die BSG Motor Stralsund, spielte meist in der drittklassigen Bezirksliga Rostock, erreichte nur zweimal (1978/79 und 1983/84) die DDR-Liga.

### Nach 1989
Nach der Auflösung der ASG Vorwärts Stralsund 1989 übernahm die BSG Motor Stralsund, aus der bald darauf der TSV hervorging, deren Fußballsektion und die Spielberechtigung für die DDR-Liga. Der wiedergegründete TSV 1860 zog in der Saison 1990 die Mannschaft aus dem Spielbetrieb zurück. Fortan spielte der TSV unterklassig, ein Teil seiner Spieler trat im Juli 1994 dem FC Pommern Stralsund bei. Im Jahr 2000 kam ein Teil der Spieler des FC Pommern zurück zum TSV 1860. Ab dem Jahr 2011 starteten die Spieler des TSV 1860 beim FC Pommern. Im Juli 2018 schlossen sich die Mannschaften des FC Pommern und des Stralsunder FC dem TSV 1860 Stralsund an. Heimspielstätte der Fußballer ist die Primus Immobilien Arena.

## Gewichtheben
Die erfolgreichste Sportart im TSV 1860 ist das Gewichtheben. Damit setzt der Verein die Erfolgsgeschichte der BSG Motor Stralsund aus DDR-Zeiten fort.
Zu den erfolgreichsten Gewichthebern zählten Andreas Behm und sein Sohn Robby Behm. In den Jahren 2000, 2001, 2004 und 2005 wurden die Gewichtheber Deutscher Meister, 2002 und 2003 Vizemeister.

## Schach
Schach wurde im Verein seit 1952 gespielt, in den ersten Jahren in einer Spielgemeinschaft mit der Stralsunder Eisenbahnsektion. Den Schachspielern gelang zweimal der Aufstieg in die DDR-Oberliga. Dirk Poldauf wurde für den Verein spielend mehrmals Jugendeinzelmeister. Nach der Wende spielte die 1. Herrenmannschaft in der 2. Landesliga Mecklenburg-Vorpommern und die Jugendmannschaft schaffte es bis in die Jugendbundesliga. Im Jahre 2005 erfolgte eine Fusion mit dem FHS Stralsund. Der TSV 1860 Stralsund nimmt aktuell (Stand 2020) unter diesem Namen nicht mehr am Ligabetrieb teil.